# Giorgio Chiellini
Giorgio Chiellini (* 14. August 1984 in Pisa) ist ein ehemaliger italienischer Fußballspieler. Der Innenverteidiger stand zuletzt beim Los Angeles FC unter Vertrag. Chiellini war zuvor 17 Jahre für Juventus Turin und 18 Jahre in der italienischen Nationalmannschaft aktiv und jeweils von 2018 bis 2022 Mannschaftskapitän. Mit Juventus gewann er zahlreiche nationale Titel und mit der Nationalmannschaft gewann er die Europameisterschaft 2021.

## Karriere

### In den Vereinsmannschaften
Chiellini begann seine fußballerische Karriere bei der AS Livorno in der italienischen Serie C1 und stieg mit der Mannschaft in der Saison 2003/04 in die Serie A auf. Im Sommer 2004 wurde er vom italienischen Rekordmeister Juventus Turin verpflichtet. Juventus verlieh ihn an den Liga-Konkurrenten AC Florenz, für den er am 12. September 2004 sein Debüt in Italiens höchster Liga gab und 37 von 38 Saisonspielen absolvierte.

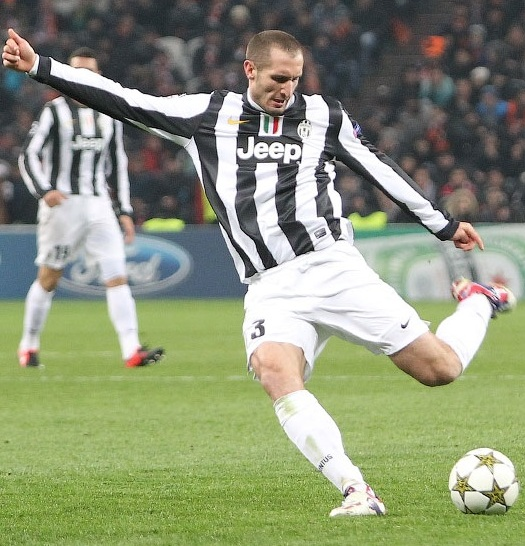
Chiellini (2012)

Zur Saison 2005/06 kehrte Chiellini von der AC Florenz zu Juventus zurück und erkämpfte sich nach einem für ihn schwierigen Saisonstart unter Trainer Fabio Capello einen Stammplatz. Nach Juves Zwangsabstieg in die Serie B zur Saison 2006/07 auf Grund des Manipulationsskandals hatte Chiellini unter dem neuen Trainer Didier Deschamps einen Stammplatz in der Abwehr sicher und schaffte mit der Mannschaft den direkten Wiederaufstieg.
In der Saison 2007/08 wechselte Chiellini für den verletzten Jorge Andrade von der linken Außenverteidigerposition in die Innenverteidigung. Dort wurde er zu einem Leistungsträger der Mannschaft, die unter Claudio Ranieri den dritten Platz in der Serie A belegte. Nach seinen Leistungen bei der EM 2008 wurde sein Vertrag bei Juventus bis 2013 verlängert.
In der Saison 2015/16 absolvierte Chiellini gegen Sampdoria Genua sein 400. Spiel für Juventus und gewann zum fünften Mal in Folge den Scudetto mit der Alten Dame.
Sein Vertrag in Turin lief bis 2021 und wurde nach Auslaufen um ein Jahr verlängert. Im Sommer 2022 verkündete Chiellini seinen Abschied von Juventus und kurz darauf seinen Wechsel zum Los Angeles FC.
Mitte Dezember 2023 gab Chiellini seinen sofortigen Rücktritt vom Profifußball bekannt.

### In der Nationalmannschaft
Giorgio Chiellini durchlief ab der U-15 sämtliche Jugendnationalmannschaften und absolvierte 67 Junioren-Länderspiele. Seinen größten Erfolg in dieser Zeit erreichte er bei den Olympischen Sommerspielen 2004 in Athen, als er unter Trainer Claudio Gentile die Bronzemedaille gewann. Chiellini war lange Zeit Kapitän der italienischen U-21 Nationalmannschaft, mit der er auch an der U-21-EM in den Niederlanden teilnahm.
Am 17. November 2004 debütierte Chiellini unter Marcello Lippi beim 1:0 gegen Finnland in der A-Nationalmannschaft. Am 21. November 2007 erzielte er beim 3:1-Heimsieg gegen die Färöer sein erstes Länderspieltor.
Aufgrund seiner Leistungen bei Juventus wurde Chiellini von Nationaltrainer Roberto Donadoni in den Kader für die Europameisterschaft 2008 in Österreich und der Schweiz berufen. Am 2. Juni 2008 foulte er während der EM-Vorbereitung seinen Nationalmannschaftskollegen Fabio Cannavaro derart, dass sich dieser einen doppelten Bänderriss am linken Sprunggelenk zuzog und seine Teilnahme am Turnier verletzungsbedingt absagen musste. Beim Turnier absolvierte Chiellini drei Partien und zeigte, speziell im Viertelfinale gegen Spanien, das mit 2:4 nach Elfmeterschießen verloren ging, starke Leistungen.

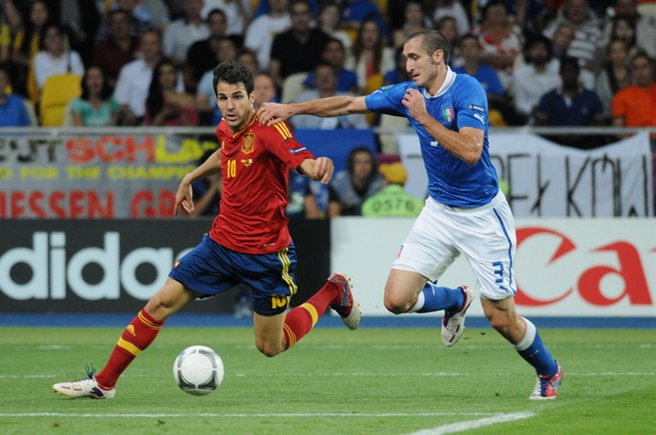
Chiellini im Finale der EM 2012 gegen Cesc Fàbregas

Bei der Europameisterschaft 2012 wurde Chiellini in fünf Spielen eingesetzt. Nur im Viertelfinalspiel gegen England fehlte er verletzungsbedingt wegen eines Muskelfaserrisses. Er nahm als Stammspieler an der Fußball-Weltmeisterschaft 2014 in Brasilien teil, die für Italien in der Vorrunde endete. Im entscheidenden letzten Spiel biss ihm der Uruguayer Luis Suárez in die Schulter.
Am 10. Oktober 2014 markierte Chiellini im EM-Qualifikationsspiel gegen Aserbaidschan alle Tore der Begegnung: das 1:0, das 1:1 durch ein Eigentor und das 2:1.
Bei der Fußball-Europameisterschaft 2016 in Frankreich wurde Chiellini in das italienische Aufgebot aufgenommen. Vier der fünf Turnierspiele bestritt er als Stammspieler aus der Startaufstellung, nur im bedeutungslosen dritten Vorrundenspiel gegen Irland, als das Team bereits als Gruppensieger feststand, wurde er geschont. Im Achtelfinale leitete er mit dem Treffer zum 1:0 den Sieg über Spanien ein. Im Viertelfinale wurde er unmittelbar vor dem Elfmeterschießen ausgewechselt, das von Gegner Deutschland gewonnen wurde und das Turnier für Italien beendete.
Nachdem Gianluigi Buffon nach der verpassten Qualifikation zur Fußball-Weltmeisterschaft 2018 zurückgetreten war, wurde Chiellini zum Kapitän der Nationalmannschaft ernannt. Bei der Fußball-Europameisterschaft 2021 führte er die italienische Mannschaft zum Europameistertitel. Chiellini kam in fünf der insgesamt sieben Turnierspiele zum Einsatz und stand dabei stets in der ersten Elf. Im zweiten Gruppenspiel gegen die Schweiz wurde er Mitte der ersten Halbzeit verletzt ausgewechselt und musste daraufhin die nächsten beiden Spiele pausieren. Ab dem Viertelfinale gehörte er wieder zur Startaufstellung und bestritt die folgenden Partien bis zum Finale jeweils über die volle Spieldistanz.
Im Vorfeld des Finalissima im Juni 2022 verkündete Chiellini seinen Rücktritt aus der Nationalmannschaft nach der Partie. Die 0:3-Niederlage gegen Argentinien war sein letztes und 117. Länderspiel.

## Erfolge

### Als Nationalspieler

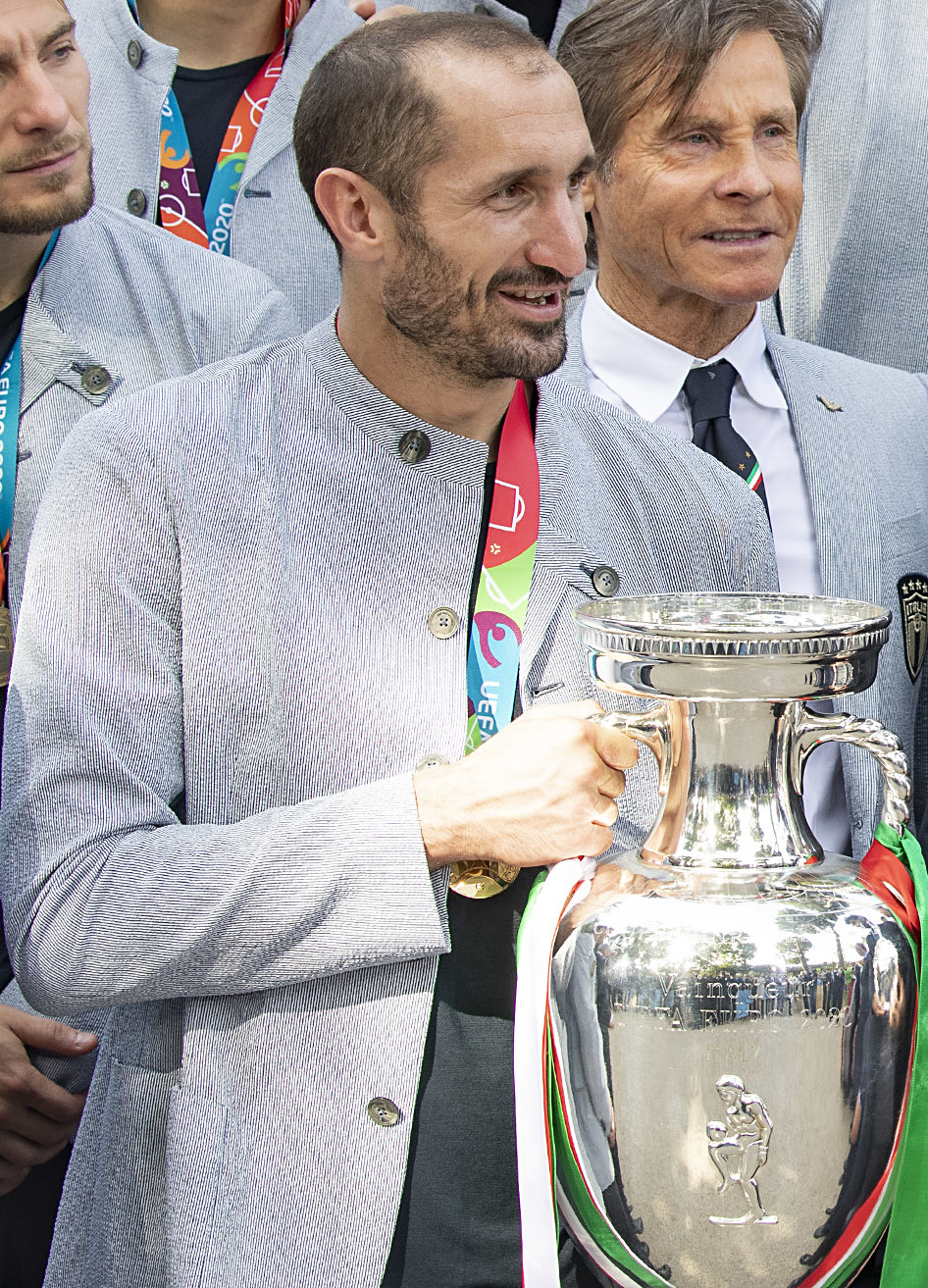
Chiellini mit der Siegertrophäe der Europameisterschaft 2021 beim Treffen der Nationalmannschaft mit dem italienischen Staatspräsidenten in Rom am 12. Juli 2021

- U-19-Europameister: 2003
- Olympia-Bronzemedaille: 2004
- Vizeeuropameister: 2012
- Europameister: 2021

### Mit seinen Vereinen
AS Livorno
- Meister der Serie C1: 2001/02

Juventus Turin
- Italienischer Meister: 2005/06 1, 2011/12, 2012/13, 2013/14, 2014/15, 2015/16, 2016/17, 2017/18, 2018/19, 2019/20
- Italienischer Serie-B-Meister: 2006/07
- Italienischer Supercupsieger: 2012, 2013, 2015, 2018, 2020
- Italienischer Pokalsieger: 2014/15, 2015/16, 2016/17, 2017/18, 2020/21

Los Angeles FC
- Meister der Major League Soccer: 2022

### Persönliche Auszeichnungen
- Verdienstordens der Italienischen Republik (Ritter) – für den 3. Platz bei den Olympischen Sommerspielen 2004
- Verdienstorden der Italienischen Republik (Offizier) – für den Gewinn der Europameisterschaft 2021[9]
- Aufnahme in die Mannschaft des Turniers der U-21-Europameisterschaft 2007
- Serie-A-Verteidiger des Jahres: 2008, 2009, 2010 2
- ESM-Mannschaft des Jahres: 2012/13, 2014/15
- Team des Jahres der Serie A: 2013, 2015, 2016, 2018, 2019
- UEFA Team of the Year: 2017

## Privatleben
Chiellini ist Absolvent der Universität Turin, der Titel seiner Abschlussarbeit als Betriebswirt lautet Die Bilanzen von Fußballklubs am Beispiel von Juventus Turin. Im Jahr 2017 erhielt er einen Master-Abschluss in BWL. In seiner Masterarbeit schrieb er unter dem Titel The Business Model of Juventus Football Club in an International Context erneut über seinen Arbeitgeber.
Chiellini heiratete im Juli 2014 in Livorno seine langjährige Freundin Carolina Bonistalli. Das Paar hat zwei Töchter (* 2015, 2019).